# Міямото Томое
Міямото Томое (яп. 宮本 知恵; нар. 13 червня 1978) — японська борчиня вільного стилю, бронзова призерка чемпіонату світу, чемпіонка та бронзова призерка чемпіонатів Азії, срібна призерка Східноазійських ігор.

## Життєпис
Боротьбою почав займатися з 1996 року. У 1998 році стала бронзовою призеркою чемпіонату світу серед юніорів.
Виступав за борцівський клуб жіночого коледжу Чукіо. Тренери — Сабуро Сугіяма, Кадзухіто Сакае.

## Спортивні результати на міжнародних змаганнях

### Виступи на Чемпіонатах світу
| Змагання                        | Збірна | Вагова категорія          | Місце  |
| ------------------------------- | ------ | ------------------------- | ------ |
| Чемпіонат світу з боротьби 1999 | Японія | жіноча боротьба, до 68 кг | 11     |
| Чемпіонат світу з боротьби 2000 | Японія | жіноча боротьба, до 68 кг | Бронза |

### Виступи на Чемпіонатах Азії
| Змагання                       | Збірна | Вагова категорія          | Місце  |
| ------------------------------ | ------ | ------------------------- | ------ |
| Чемпіонат Азії з боротьби 1997 | Японія | жіноча боротьба, до 62 кг | Бронза |
| Чемпіонат Азії з боротьби 2000 | Японія | жіноча боротьба, до 68 кг | Золото |

### Виступи на інших змаганнях
| Змагання                 | Збірна | Вагова категорія          | Місце  |
| ------------------------ | ------ | ------------------------- | ------ |
| Східноазійські ігри 2001 | Японія | жіноча боротьба, до 68 кг | Срібло |

### Виступи на змаганнях молодших вікових груп
| Змагання                                      | Збірна | Вагова категорія          | Місце  |
| --------------------------------------------- | ------ | ------------------------- | ------ |
| Чемпіонат світу з боротьби серед юніорів 1998 | Японія | жіноча боротьба, до 68 кг | Бронза |